# Station Mill Hill (Lancashire)
Mill Hill (Lancashire) is een spoorwegstation van National Rail in Mill Hill, Blackburn with Darwen in Engeland. Het station is eigendom van Network Rail en wordt beheerd door Northern Rail. 